# Территория Миннесота

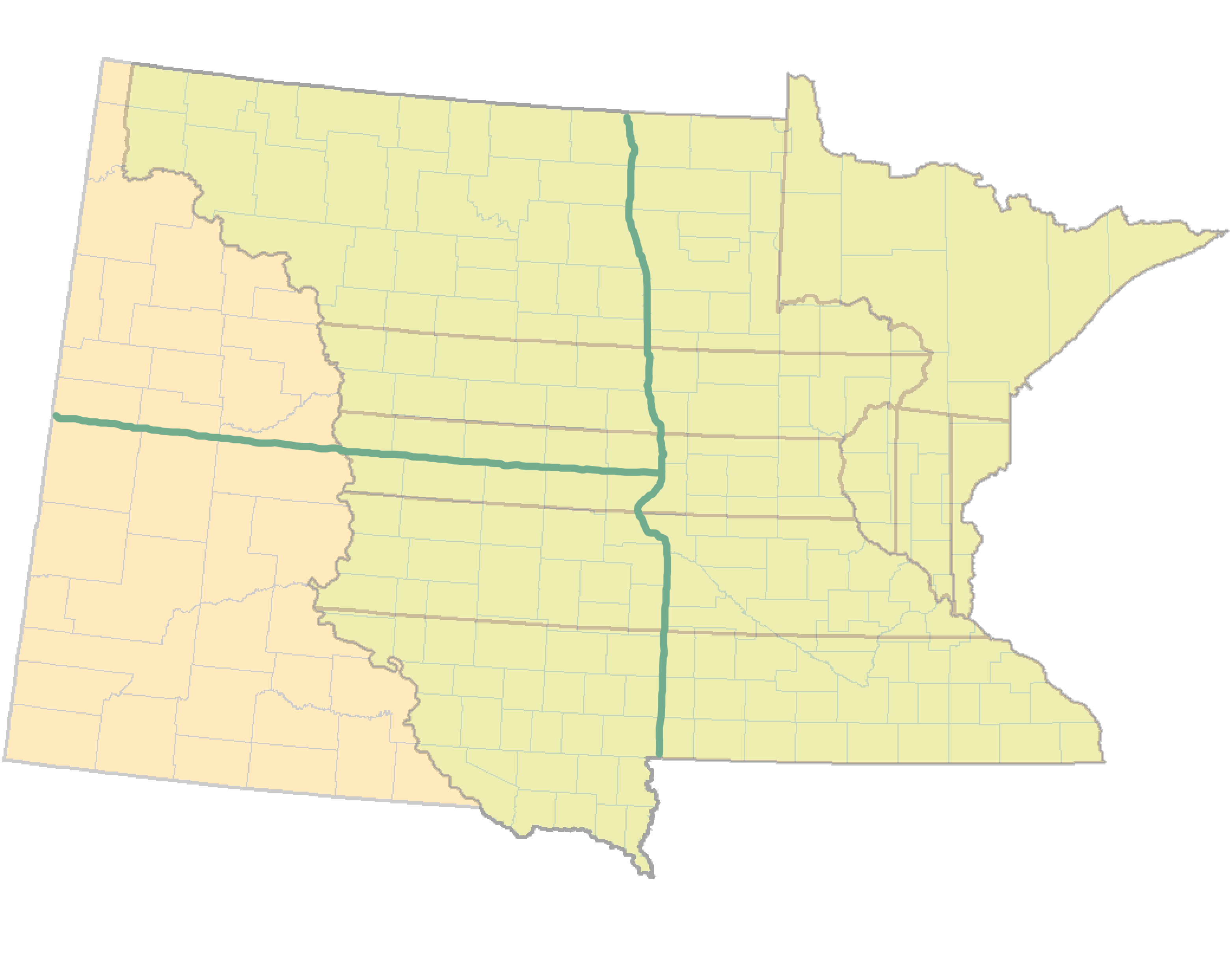
Девять округов территории Миннесота (1849—1851) наложенные на карту современных штатов Миннесота, Северная и Южная Дакота

Территория Миннесота (англ. Minnesota Territory) — инкорпорированная организованная территория США, существовавшая с 3 марта 1849 года до 11 мая 1858 года, когда восточная часть территории была принята в Союз в качестве штата Миннесота.

## История
Территория Миннесота была образована из части Территории Айова. Она занимала территорию современного штата Миннесота и большую часть территории к востоку от реки Миссури, позже ставшей Территорией Дакота. Территория Миннесота также включала часть Территория Висконсин, расположенной между рекой Миссисипи и Висконсином, которая не вошла в состав штата Миннесота.
В момент формирования в состав территории входили три города: Сент-Пол, Сент-Энтони (ныне часть Миннеаполиса) и Стиллуотер. Административные функции были разделены: столица была в Сент-Поле, в Миннеаполисе был создан Миннесотский университет, а в Стиллуотере — тюрьма Территории Миннесота.

## Администрация

### Губернаторы Территории Миннесота
- Александр Рэмзи[англ.] (1 июня 1849 — 15 мая 1853)
- Уиллис Горман (15 мая 1853 — 23 апреля 1857)
- Сэмюэл Мэдери[англ.] (23 апреля 1857 — 24 мая 1858)

### Секретари Территории Миннесота
- Чарльз Смит[англ.] (1849—1851)
- Александр Уилкин (1851—1853)
- Джозеф Россер (1853—1857)
- Чарльз Чейз[англ.] (1857—1858)

### Генеральные прокуроры Территории Миннесота
- Лоренцо Бэбкок[англ.] (1849—1853)
- Лафайетт Эмметт[англ.] (1853—1858)

### Делегаты Конгресса
- Генри Хейстингс Сибли (1849—1853, 31 и 32-й съезды)
- Генри Моуэр Райс[англ.] (1853—1857, 33 и 34-й съезды)
- Уильям Кингсбэри[англ.] (1857—1858, 35-й съезд)